# Anatolij Rogożyn
Anatolij Iwanowicz Rogożyn ros. Анатолий Иванович Рогожин (ur. 31 marca?/12 kwietnia 1893 w stanicy Czerwlenskaja, zm. 6 kwietnia 1972 w USA) – rosyjski carski wojskowy, dowódca Rosyjskiego Korpusu Ochronnego na Bałkanach pod koniec II wojny światowej, działacz emigracyjny.

## Życiorys
Był synem oficera carskich wojsk kozackich. Po ukończeniu szkoły kadetów, a następnie Nikołajewskiej Szkoły Kawalerii dowodził różnymi oddziałami kozackimi w Persji. Po powrocie do Rosji w 1914 r., walczył na froncie południowo-zachodnim. Następnie służył w Kijowie, a stamtąd został przeniesiony do Tereku na Kaukazie, gdzie zwalczał rewolucjonistów. W czerwcu 1918 r. uczestniczył w antybolszewickiej rebelii kozackiej i przyłączył się do wojsk białych. Po ich klęsce i ewakuacji z Rosji zamieszkał w Jugosławii, służąc w wojskach pogranicznych.
Po zajęciu Jugosławii przez Niemcy w kwietniu 1941 r., wstąpił do tworzącego się Rosyjskiego Korpusu Ochronnego. Został dowódcą jednego z jego pułków piechoty. Za odwagę w walce odznaczono go Żelaznym Krzyżem 2 klasy. Po śmierci 30 marca 1945 r. gen. Borysa A. Sztejfona, dotychczasowego dowódcy Korpusu, stanął na jego czele. Natychmiast podjął decyzję o poddaniu się zachodnim aliantom, aby uniknąć schwytania przez komunistyczną partyzantkę Josipa Broz Tity lub Sowietów. Przy silnym sprzeciwie Niemców skierował swoich ludzi w sile ok. 4,5 tys. żołnierzy do Austrii w rejon Klagenfurt am Wörthersee z zamiarem poddania się brytyjskim wojskom razem z oddziałami Serbskiego Korpusu Ochotniczego i Słoweńskiej Domobrany. 12 maja 1945 r. Rosjanie złożyli broń przed Brytyjczykami, a płk A. Rogożyn oświadczył, że ich wrogami byli jedynie bolszewicy, a nie alianci, licząc na sprawiedliwe traktowanie. W miejscowości Kellerberg powstał rosyjski obóz z prawosławną cerkwią. Początkowo był on nieznany Sowietom, ale wkrótce dowiedzieli się o nim od żołnierzy innych kolaboranckich formacji rosyjskich. Do obozu zaczęli docierać agenci Smiersza, których infiltracji przeciwdziałało dowództwo Korpusu. Władze brytyjskie potraktowały żołnierzy Korpusu inaczej niż Kozaków i Rosjan z ROA. Mianowicie uznały, że nie podlegają repatriacji do ZSRR jako „byli obywatele sowieccy”. Ostatni b. żołnierze Korpusu, w tym płk A. Rogożyn, opuścili obóz w 1951 r. W międzyczasie utworzył on Związek Żołnierzy Rosyjskiego Korpusu, który był odpowiedzialny za zapewnienie bezpieczeństwa b. żołnierzom formacji, a następnie pielęgnował tradycje formacji i wspomagał swoich członków.

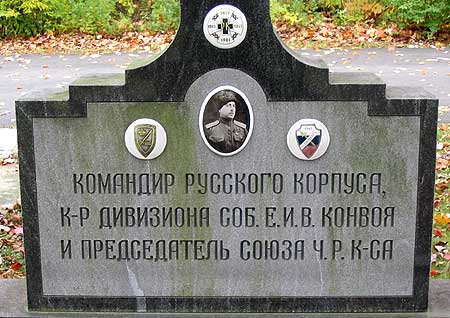
Grób Anatolija Rogożina na cmentarzu w Novo-Diveevo

Następnie wyjechał do USA, gdzie działał w różnych rosyjskich organizacjach białych. Zmarł 6 kwietnia 1972 r. i został pochowany w miejscowości Nanuet, przy kaplicy Aleksandra Newskiego (patrona Korpusu).